# Pachymenes bicinctus
Pachymenes bicinctus är en stekelart som först beskrevs av Fabricius.  Pachymenes bicinctus ingår i släktet Pachymenes och familjen Eumenidae. Inga underarter finns listade i Catalogue of Life.